# Podosordaria jugoyasan
Podosordaria jugoyasan är en svampart som först beskrevs av Kanesuke Hara, och fick sitt nu gällande namn av Furuya & Udagawa 1976. Podosordaria jugoyasan ingår i släktet Podosordaria och familjen kolkärnsvampar.   Inga underarter finns listade i Catalogue of Life.